# UFC Fight Night: Jacaré vs. Hermansson
UFC Fight Night: Jacaré vs. Hermansson (também conhecido como UFC Fight Night 150 ou UFC on ESPN+ 8) foi um evento de MMA produzido pelo Ultimate Fighting Championship no dia 27 de abril de 2019, no BB&T Center, em Sunrise, Flórida.

## Background
A luta principal da noite estava prevista na categoria dos médios entre Yoel Romero e Paulo Costa. A luta já havia sido marcada para o UFC 230 e no UFC Fight Night: Cejudo vs. Dillashaw, mas havia sido cancelada nas duas vezes devido a lesão de ambos atletas. Entretanto, no dia 07 de março, o UFC retirou Costa do evento e o mesmo foi substituído por ex-campeão dos médios do Strikeforce Ronaldo Souza. Os dois já haviam se enfrentado no UFC 194 com vitória do cubano por decisão dividida. Mas, Romero saiu do evento devido a uma pneumonia e foi substituído por Jack Hermansson.
O ex-desafiante dos meio-pesados Glover Teixeira e Ion Cutelaba estava previst
para acontecer no UFC Fight Night: Cejudo vs. Dillashaw, mas Cutelaba saiu da luta devido a uma lesão. O combate então foi reagendado para este evento.
A luta nos galos entre John Lineker e Cory Sandhagen estava previsto para acontecer no UFC Fight Night: Cejudo vs. Dillashaw, mas Lineker saiu do combate devido a uma lesão na coluna. O duelo então foi reagendado para este evento.
O duelo no peso palha feminino entre a ex-campeã peso átomo do Invicta Jessica Penne e Jodie Esquibel estava previsto para acontecer no UFC on ESPN: Ngannou vs. Velasquez. Contudo, Penne saiu do combate na manhã do evento por problemas no corte de peso e o duelo foi reagendado para este evento. Porém, no dia 18 de abril, Penne saiu novamente do duelo e foi substituída pela ex-campeã peso palha do Invicta Angela Hill.
O duelo nos meio-médios entre Alex Oliveira e Li Jingliang estava agendado para este evento. Entretanto, no dia 23 de março, Li saiu da luta por conta de uma lesão e foi substituído por Mike Perry.
A luta na categoria peso palha feminino entre a ex-campeã peso palha do Invicta Carla Esparza e outra ex-campeã peso palha do Invicta Livia Renata Souza estava programado para este evento. Porém, Souza saiu do combate devido a uma lesão no tornozelo e foi substituída por mais uma campeã peso palha do Invicta Virna Jandiroba.
O duelo nos leves entre Gilbert Burns e Eric Wisely estava agendado para este evento. Mas, no dia 18 de abril, Wisely saiu do combate por conta de uma lesão e foi substituído pelo estreante Mike Davis.

## Bônus da Noite
Os lutadores receberam $50.000 de bônus:
- Luta da Noite:  Mike Perry vs.  Alex Oliveira
- Performance da Noite:  Glover Teixeira e  Jim Miller